# 加利福尼亚州奥克兰圣殿

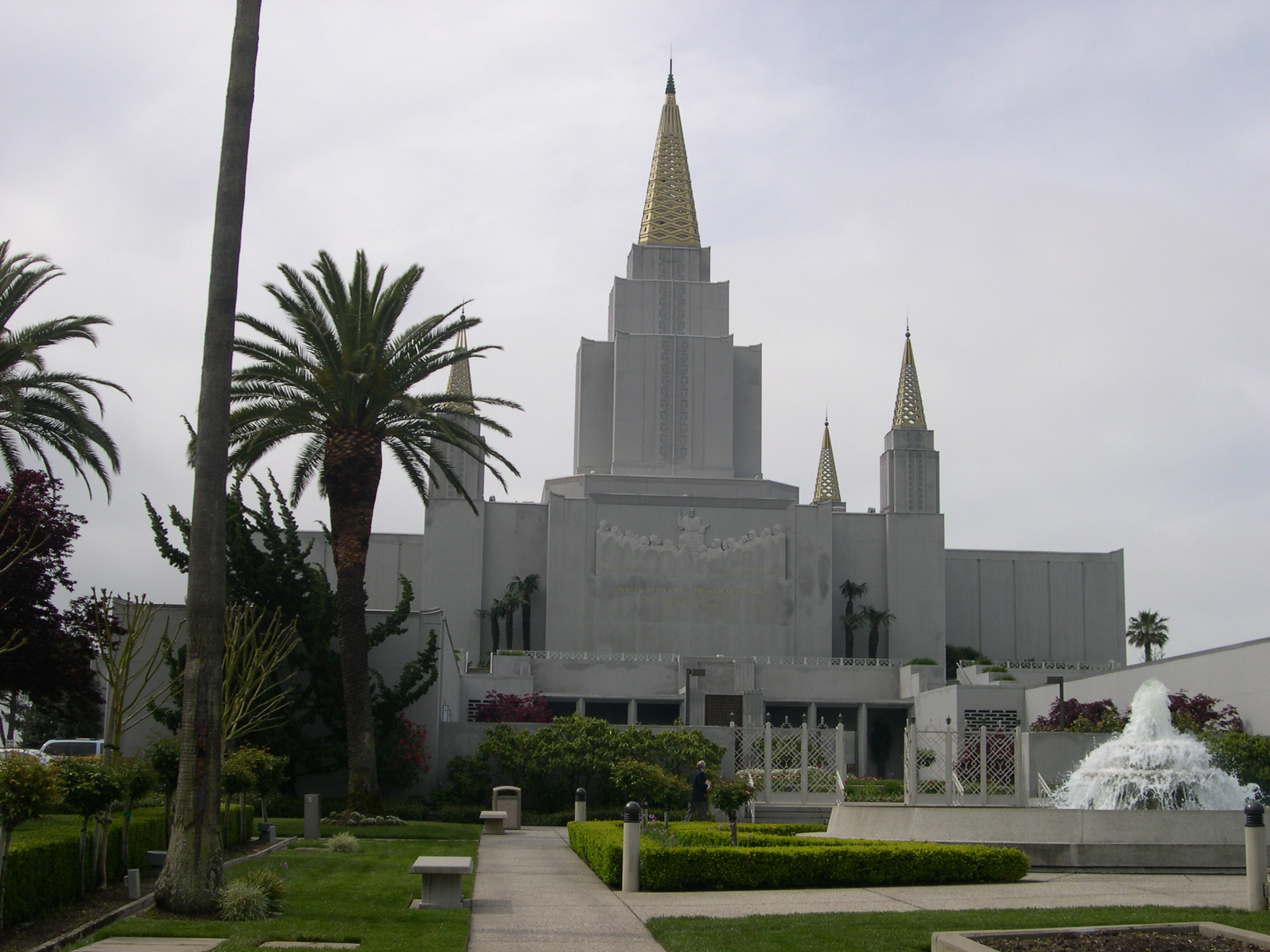
加利福尼亚奥克兰圣殿

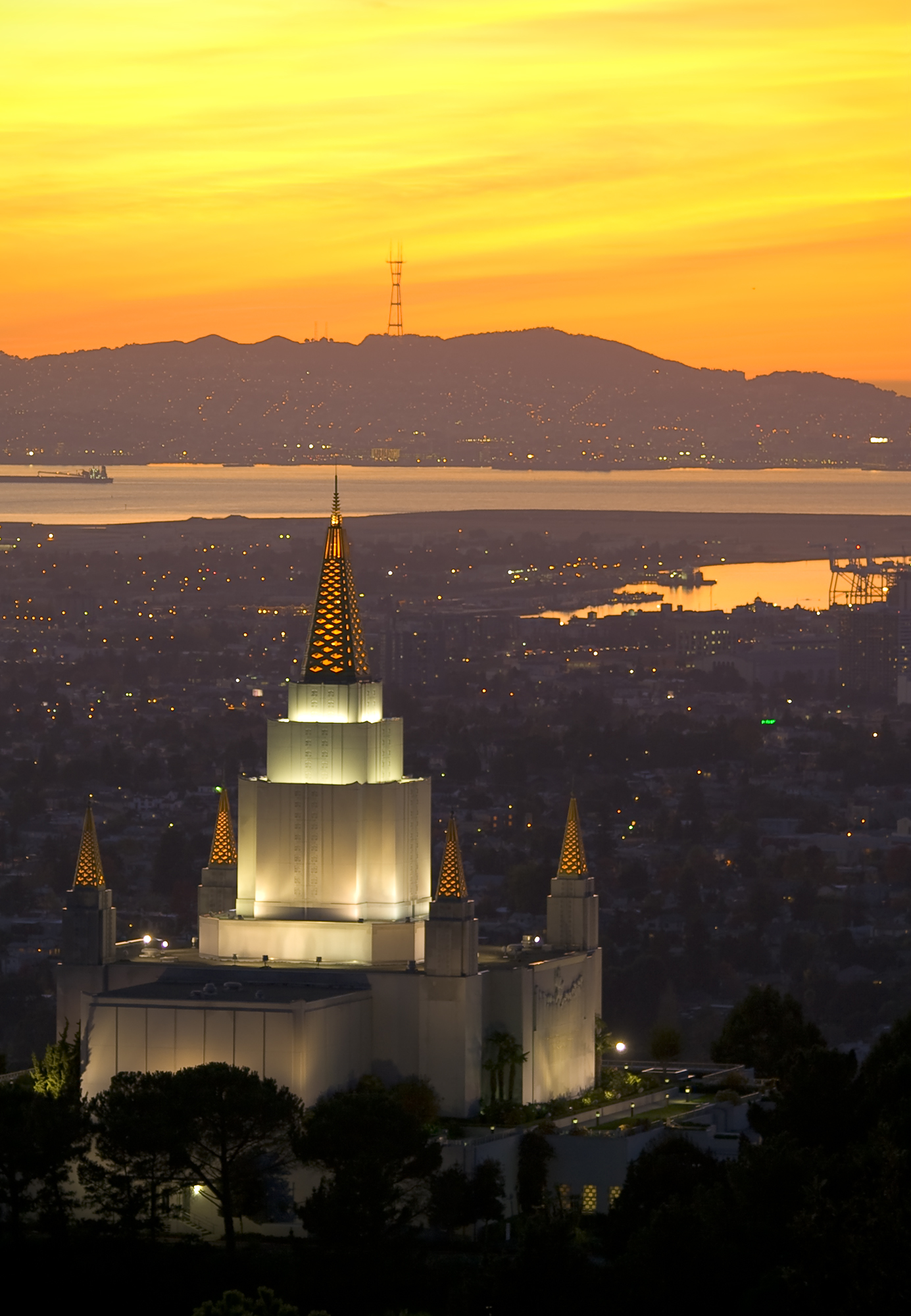

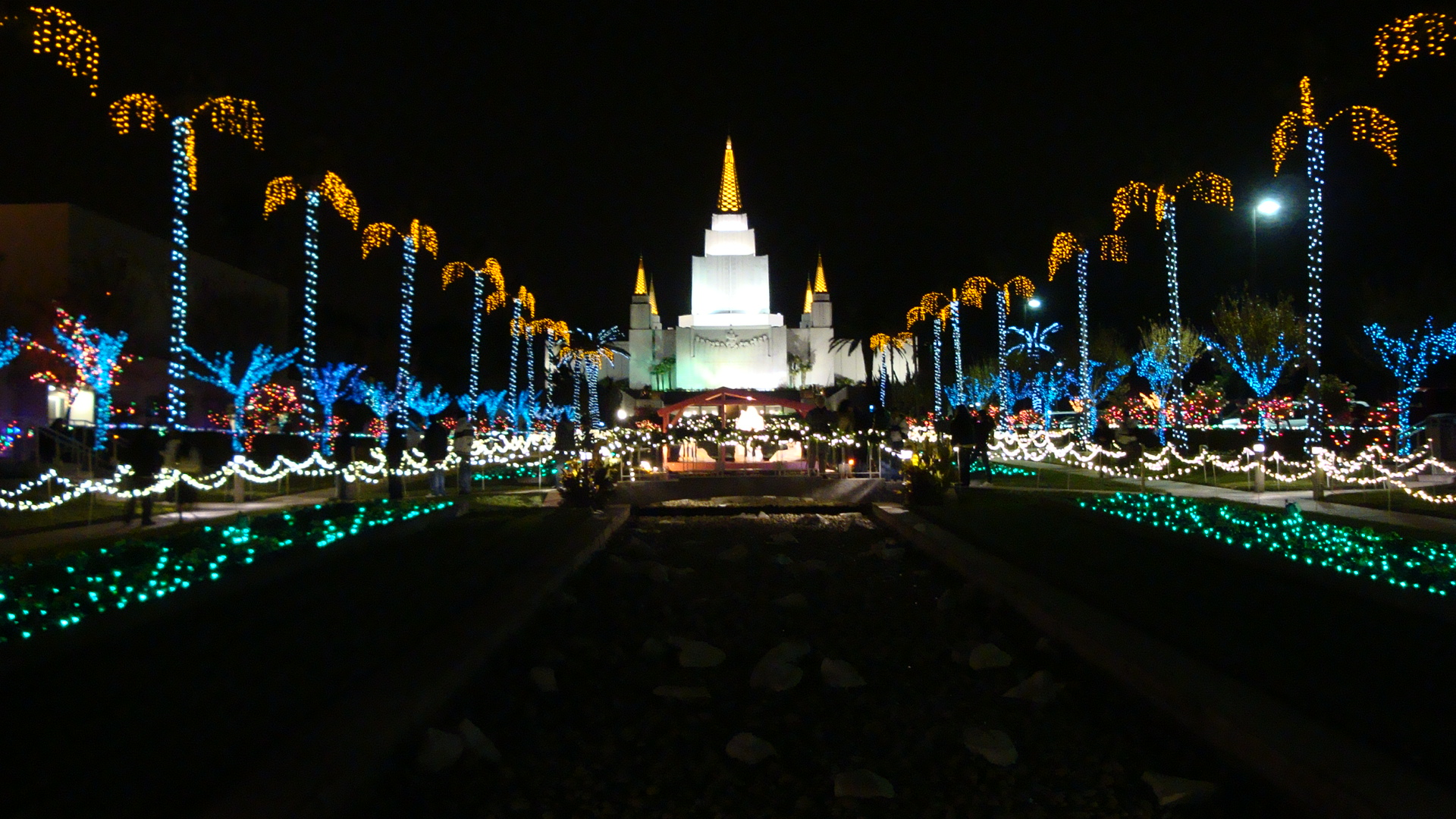

加州奥克兰圣殿（Oakland California Temple）是耶稣基督后期圣徒教会建造的第15座圣殿，运营中的第13座圣殿。在1961年1月23 日的一次会议上，大卫奥麦基宣布了圣殿计划;1962年5月26日破土动工; 1963年5月25日奠基, 并且于1964年11月19日做了奉献。

## 圣殿山场地
支联会中心建于1950年代，是耶稣基督后期圣徒教会在该地最古老的的建筑。该建筑最初被称为Tristake中心，供旧金山、奥克兰及伯克利支联会所用。该中心包括为圣餐聚会用的两个教堂、一个礼堂、一个体育馆，还有许多教室和办公室。直至2021年5月，有14群会众使用该建筑，其语言分别为英文、西班牙语、中文、汤加语和柬埔寨语。
大礼堂可容纳1600人，有一个60英尺（18米）长的舞台。除了三个当地组织和圣殿历史情景剧 剧团，许多杨百翰大学的艺术表演团都在礼堂中表演。
该场地有一个于1992年开放的访客中心、一个家庭历史中心(FHC)，一个LDS就业中心，一个LDS发行中心和加州奥克兰-旧金山传道部。此外，布鲁克林的一个小纪念碑位于教会地产旁边。
圣殿坐落在奥克兰山里一个显著的位置上，已经成为当地的地标。穿过前庭院有楼梯通向位于圣殿底层上方的圣殿露台。从圣殿的场地和露台可以看到湾区的景色，包括奥克兰市中心、海湾大桥、芳草地、旧金山市中心和金门大桥。

### 访客中心
圣殿毗邻的访客中心包含有艺术品、展览和索瓦尔德森的基督雕像复制品。从中可以了解到圣殿，解答问题，并且学习更多关于耶稣基督后期圣徒教会。访客中心内的工作人员是由志愿者组成的。访客中心是对公众开放的。在2004年，访客中心被重建，以更加强调耶稣基督和教会的复兴。

### 花园和倒影池
圣殿占地 18.1 英亩，包括长长的层叠瀑布、倒影池、围墙庭院、喷泉和空中花园。 对于许多当地摄影师来说，奥克兰圣殿花园和倒影池是拍摄美丽照片的热点。 它是拍摄天主教quinceañeras的特别热点。 鲜花、棕榈树和一条从一个喷泉流向另一个喷泉的正式风格的人造河流点戳这场地。

### 圣诞灯饰
自 1978 年以来的每个假日季节，圣殿场地都会被数千盏圣诞灯点亮。 它最初是由五万盏多色灯开始的。 1998 年，从旧金山海湾可以看到的圣诞灯饰的数量已增至五十万盏。 除了圣诞灯饰外，也有组织好的音乐表演和舞蹈以庆祝圣诞节和耶稣基督的诞生。 

### 礼堂
支联会中心的礼堂可容纳一千六百人。 如果需要更多座位，礼堂可以扩展成一个大型文化厅，足以容纳两个全尺寸的篮球场。。该中心包括为圣餐聚会用的两个教堂、一个礼堂、一个体育馆，还有许多教室和办公室。文化厅多年前被用作NBA金州勇士队的训练设施。 音乐厅是圣殿山交响乐团、圣殿山合唱团和圣殿山舞蹈团的所在地。 此外，文化厅还接待其他音乐家、歌手和表演团。

### 家庭历史中心
家庭历史中心帮助教会成员和非成员搜寻及认识他们的祖先。 向公众开放，志愿者将帮助任何有兴趣追踪自己家谱的人。 当地社区的许多成员经常访问家族历史中心。 百分之八十的访客都不是耶稣基督后期圣徒教会的成员。教会成员的家谱活动可以追溯到建造加州奥克兰圣殿前的几十年。

## 建筑和室内设计
这座圣殿是由建筑师哈罗德伯顿（Harold W. Burton）于1962年设计的，融合了装饰艺术、亚洲和中世纪的元素。 最近的2019年翻新工程由建筑师大卫·亨特 (David Hunter)和室内设计师凯伦·威拉德森 (Karen Willardson) 作为带领。 该建筑在建筑结构和室内设计中都体现出了许多亚洲风格的元素。 与耶稣基督后期圣徒教会建造的其他圣殿一样，奥克兰加州圣殿是使用“现有的最佳工艺和材料”建造的。
这座圣殿坐落在奥克兰山的一个显著的位置上，已经成为当地的地标。穿过前庭院有楼梯通向位于圣殿底层上方的空中花园。从圣殿的场地和露台上可以看到湾区的景色，包括奥克兰市中心、海湾大桥、芳草地、旧金山市中心和金门大桥。圣殿广场点缀着鲜花、棕榈树和一条从一个喷泉延伸到另一个喷泉的正式风格的人造河流。
这座圣殿建在 18.3 英亩（七万四千平方米）的土地上，有四个教仪室，七个印证室，总建筑面积为 九万五千平方英尺（八千八百平方米）。 圣殿及其相关建筑群被一些人称为“圣殿山”。

### 外观
圣殿位于加州奥克兰市的林肯大街4770号，是唯一一座具有现代五尖塔设计的后期圣徒圣殿。 五个金色尖顶反射太阳，最高的尖顶达170英尺。圣殿的外部是钢筋混凝土，表面是来自加州雷蒙德的塞拉白色花岗岩。在圣殿的北面和南面是两个装饰性的壁画；这是最后一个有这样的后期圣徒圣殿。背面（南侧）描绘的是基督在圣地复活后不久从天而降到美洲大陆的人民。建筑的北面有一个浮雕，描绘了基督教导他的门徒，其中包括男人、女人和小孩。。在圣殿的主入口附近，刻着“主殿，耶和华的殿”。在圣殿访客中心入口处旁边，有一块孩子的雕像在一块青铜牌匾前，上面写着《摩门经》尼腓第17章的经文，讲述了基督在访问古代美洲居民时祝福了孩子们。
晚上的时候，灯光照亮了圣殿外部。一些人称它为“山上的灯塔”，因为在湾区大部分的地方都可以看到。美国联邦航空局以加州奥克兰圣殿作为导航信标。

### 内部
室内设计的目标是为了让参观加州奥克兰圣殿的人纪念耶稣基督。 圣殿内部的装饰是“色调柔和的、褐色和棕褐色的传统家具。”圣殿到处都是绘画和其他艺术品。大理石地板点戳着以白橡木镶板为特色的墙壁。 艺术品包括绘画、壁画和浮雕艺术品。大厅有一幅浮雕艺术品，代表着亚当和夏娃，另一幅代表在客西马尼园中的基督。整个建筑内的其他绘画包含了耶稣基督的生平和加州风景的自然场景。许多房间内设有全身镜、华丽的水晶烛台和精致的东方设计座椅。洗礼室内的天花板、大理石柱子和青铜栏杆上都有金箔装饰。印证室装饰有深樱桃色木镶板、背光大理石祭坛和可产生无限反的多面镜子。一些印证室内设有筒形拱顶天花板。

## 历史
奥克兰圣殿和加州的其他圣殿早在1847年就计划建造。杨百翰告诉那些乘船绕过合恩角前往加州的教会成员说，“随着时间的推移，从主的殿可以俯瞰到太平洋的海岸。”
1942 年，时任总会会长团第二咨理的大卫·麦凯 (David O. McKay) 视察了奥克兰圣殿现在所在的地点。 1943年1月28日，教会购买了这片14.5英亩(五万九千平方米）的土地；1962 年，破土动工。
2017年2月23日，基督后期圣徒教会宣布，从2018年2月开始，圣殿将关闭进行翻修，并将在2019年完成。翻新工程完成后，在2019年5月11日至6月1日期间举行了一次公众开放日，周日除外。 达林·邬克司于2019年6月16日星期日重新奉献了这座圣殿。 翻新工程包括重新使用前门、更新室内装潢、安装新地毯、更新电气系统、新镶板和修复室外倒影池。圣殿内部增添了一个新的访客等候区以及窗户以聚集从室外反射池所反射出来的光线。 
2020年，加州奥克兰圣殿因冠状病毒大流行而关闭。 

### 会长
圣殿著名的会长包括洛伦佐·霍普斯 (Lorenzo N. Hoopes)（1985-90）和杜雷·伍尔西(Durrel A. Woolsey)（1996-99）。

## 《事情是这样的》历史音乐情景剧
多年来当地成员都在支联会中心附近举办一年一度的历史音乐情景剧。这种乐剧，通常被称为“圣殿历史音乐情景剧”，是回顾耶稣基督后期圣徒教会历史与遗产的音乐舞台制作。这是全国稀有的“圣殿历史音乐情景剧”之一；其它的包括在亚利桑那州梅萨的”复活节历史音乐情景剧“和在犹他州曼蒂的”摩门教奇迹历史音乐情景剧“ 。一直到停止举办的期间，这是唯一的室内历史音乐情景剧表演，也是唯一完全由现场管弦乐队伴奏的演出。最初，历史音乐情景剧的包括了三个晚上的连续表演；然而，它最终被缩短为一个半小时。2007年11月，当时还是会长团七十员的托德·克里斯托弗森会长给支联会会长和传道部会长的一封信上指示，这种历史音乐情景剧将不再举行。

## 组织
圣殿山交响乐团成立于1985年，其中有52名成员，其中约有三分之一不是后期圣徒。除了耶稣基督后期圣徒教会，还有其他的赞助商，是一个提供免费音乐会的非营利组织，目前由约翰·皮尤(John Pew)执导。还有一个圣殿公共事务委员会，试图利用当地的资源来提高人们对耶稣基督后期圣徒教会及其使命的认识。截至2007年，该委员会是由洛伦佐·胡普斯(Lorenzo Hoopes)指导的。圣殿山舞蹈团和演唱团的总部都设在这里。

## 画廊

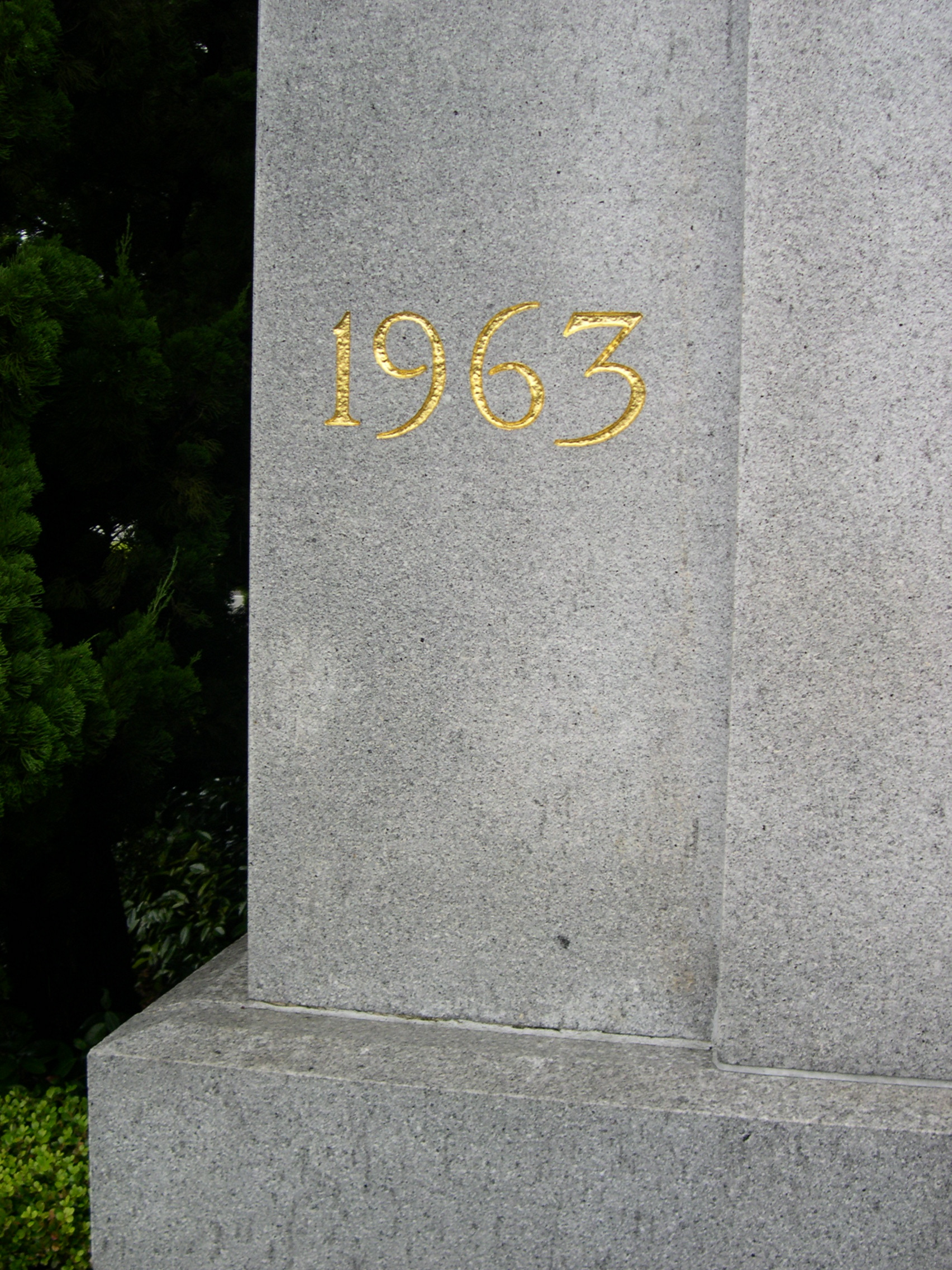
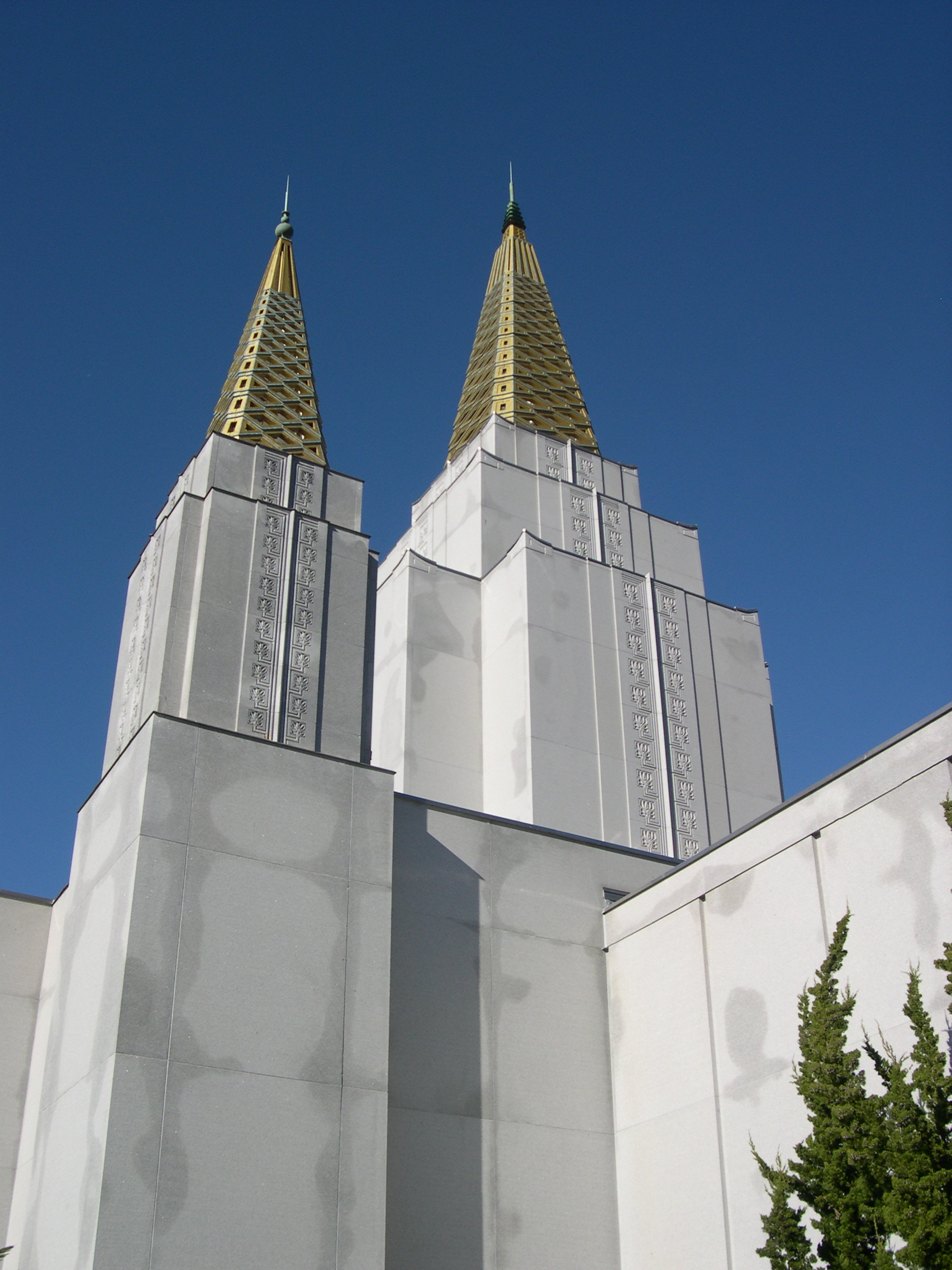
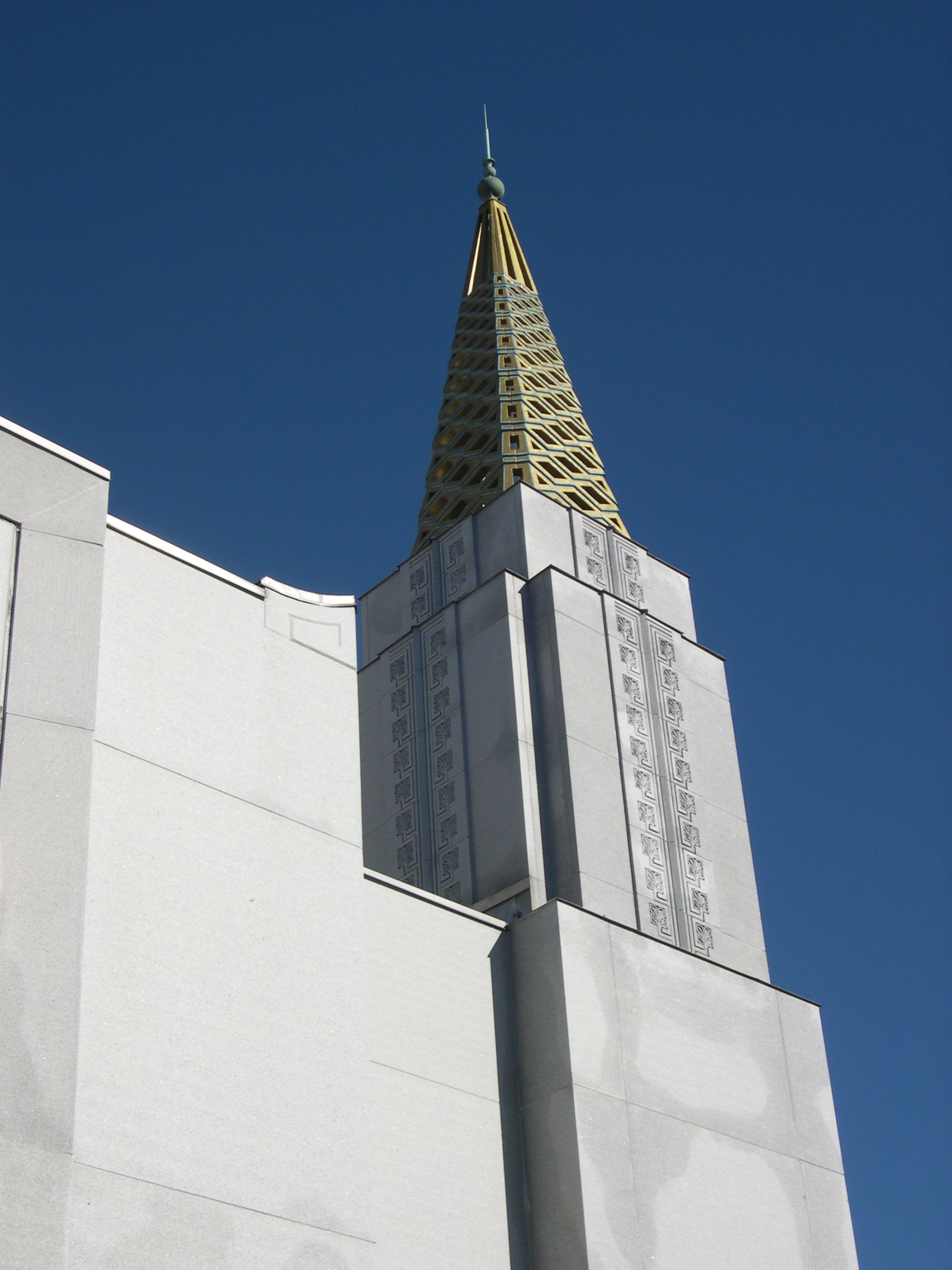
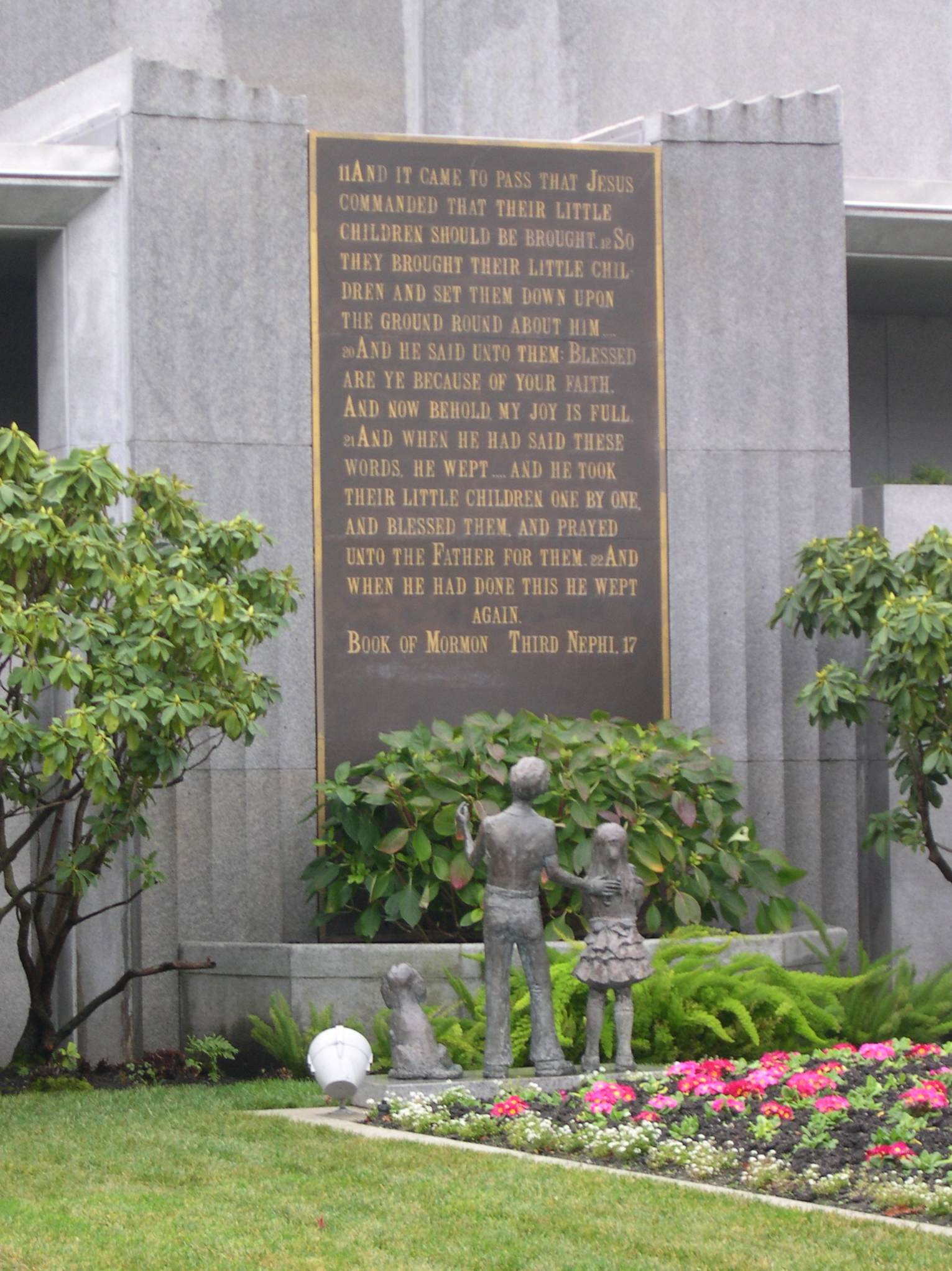
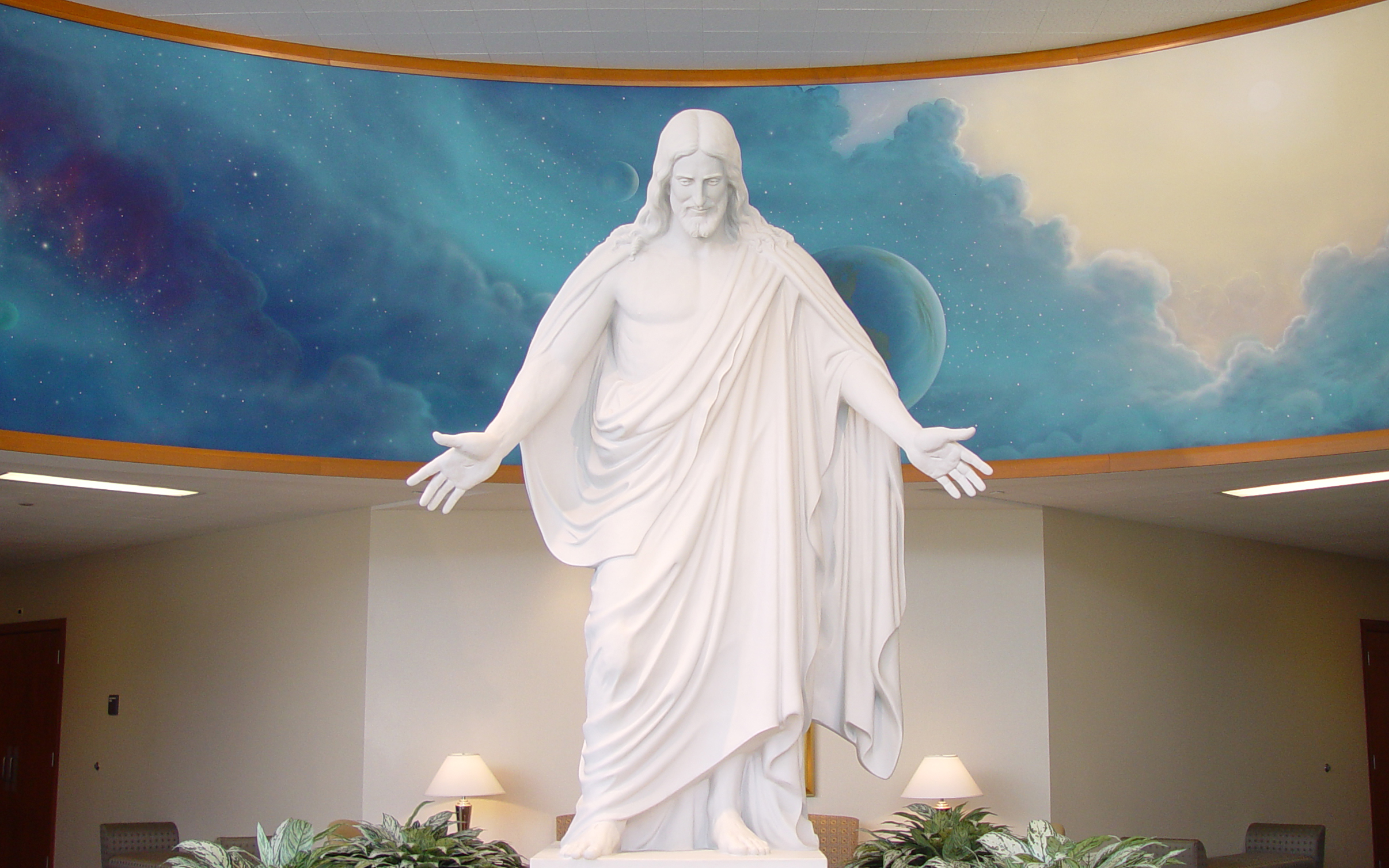